# Andes moaensis
Andes moaensis är en insektsart som beskrevs av Birgit Löcker 2007. Andes moaensis ingår i släktet Andes och familjen kilstritar. Inga underarter finns listade i Catalogue of Life.